# 서부요정굴뚝새

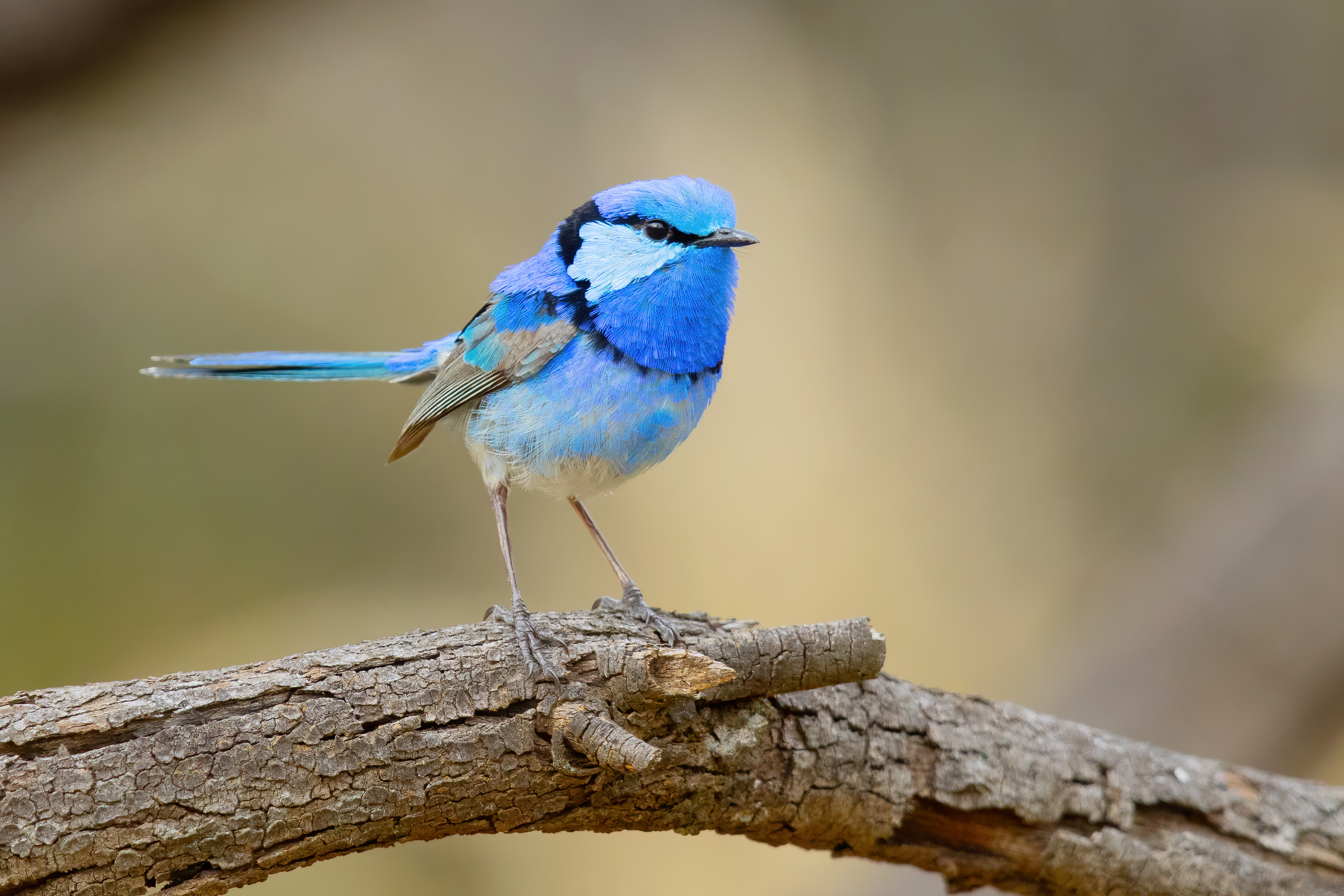
수컷

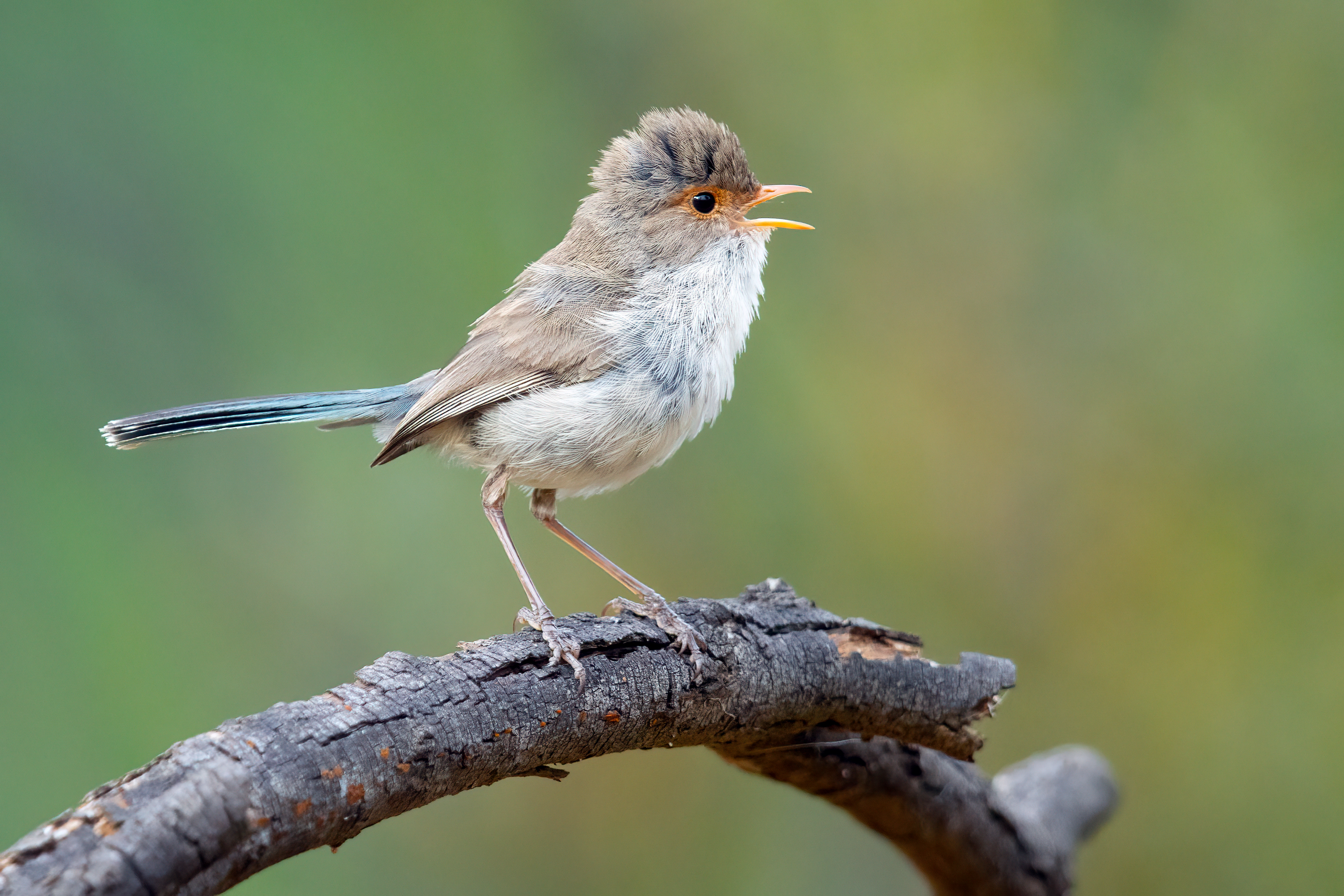
암컷

서부요정굴뚝새(Malurus splendens)는 호주 굴뚝새과 Maluridae에 속하는 참새목 새이다. 서부요정굴뚝새는 뉴사우스웨일즈주 중서부와 퀸즈랜드 남서부부터 웨스턴오스트레일리아주 해안까지 호주 대륙 대부분에서 발견된다. 주로 건조지역과 반건조 지역에 서식한다. 높은 수준의 성적 이형성을 보이는 번식 깃털의 수컷은 주로 밝은 파란색과 검은색을 띠는 작고 긴 꼬리를 가진 새이다. 번식하지 않는 수컷, 암컷 및 청소년은 주로 회색 갈색이다. 이것은 모든 칙칙한 색의 새가 암컷으로 간주되기 때문에 수컷이 일부 다처제라는 초기 인상을주었다. 원래 별도의 종으로 간주되었던 여러 개의 유사한 파란색 및 검정색 아종으로 구성된다.
다른 요정굴뚝새와 마찬가지로 서부요정굴뚝새도 몇 가지 독특한 행동 특성으로 유명하다. 새들은 사회적으로 일부일처제이고 성적으로 난잡한다. 즉, 수컷과 암컷 사이에 쌍을 이루더라도 각 파트너는 다른 개체와 짝을 이루고 심지어 그러한 밀회에서 새끼를 키우는 데 도움을 준다. 수컷 굴뚝새는 분홍색이나 보라색 꽃잎을 뽑아 구애 표시의 일환으로 암컷에게 보여준다.
서부요정굴뚝새의 서식지는 숲에서 마른 관목까지 다양하며, 일반적으로 보호소로 삼을 만한 초목이 풍부한다. 동양의 선녀와는 달리 인간이 점유하는 풍경에 잘 적응하지 못해 일부 도시화 지역에서는 사라졌다. 서부요정굴뚝새는 주로 곤충을 먹으며 씨앗으로 식단을 보충한다.